# Томачевица
Томачевица (словен. Tomačevica, итал. Tomasevizza) је насељено место у општини Комен, Обално-крашка регија, Словенија.

## Историја
До територијалне реорганизације у Словенији била је у саставу старе општине Сежана.

## Становништво
У попису становништва из 2011. године, Томачевица је имала 165 становника.
| Број становника према пописима | Број становника према пописима | Број становника према пописима |
| ------------------------------ | ------------------------------ | ------------------------------ |
| 1991                           | 2002                           | 2011                           |
| 169                            | 160                            | 165                            |